# عمى شقي
العمى الشقي (بالإنجليزية: Hemianopia أو hemianopsia)‏ هو نقصان الرؤية أو العمى (أو خلل النظر) في نصف المجال البصري لعين واحدة أو للعينين، وعادة ما يكون على جانب واحد وعلى محور عمودي. أهم أسبابه السكتة وورم الدماغ والإصابات.

## أنواع العمى الشقي
- العمى الشقي المتماصف
- عمى شقي متغاير الجانب، وهو على نوعين:
  - عمى الشقين الأنفيين
  - عمى الشقين الصدغيين
- العمى الشقي العلوي
- العمى الشقي السفلي
- العمى الشقي الربعي